# نکروپولیس منف
نکروپولیس منف (انگلیسی: Memphite Necropolis) یا محوطه اهرام، مجموعه‌ای ۳۰ کیلومتری (۱۹ مایلی) در فلات صحرای غربی در مجاورت پایتخت باستانی منف در مصر سفلی است که شامل مقبره‌ها، اهرام و آثار مرتبط با تدفین می‌شود. از آثار برجسته این محوطه می‌توان به مجموعه اهرام جیزه، ابوصیر، دهشور و سقاره اشاره کرد که به عنوان «ممفیس و نکروپولیس آن» در فهرست میراث جهانی یونسکو در کشور مصر ثبت جهانی شده است. افزون بر این بیشتر اهرام دوره پادشاهی کهن به همراه مصطبه‌ها در این محوطه ساخته شده‌اند.